# Haxtum
Haxtum is een dorp in de Duitse deelstaat Nedersaksen. Bestuurlijk maakt het dorp deel uit van de stad Aurich in Oost-Friesland. Haxtum ligt aan het Eems-Jadekanaal, ten zuidwesten van de stad Aurich. Het dorp wordt voor het eerst genoemd in een oorkonde uit 1431.
De windmolen in het dorp dateert van 1885 en verving een voorganger uit 1852 die door brand verloren was gegaan.
- Virtual International Authority File: 299904214